# Elektronszerkezet

Atom- és molekulapályák

Az atomfizika és a kvantumkémia területén az elektronszerkezet az elektronok elhelyezkedését jelenti az atomokban, a molekulákban vagy más testekben. Az elektronszerkezet határozza meg az atomok és molekulák kémiai viselkedését is. Az egyes elektronok vagy elektronpárok az atompályának nevezett térrészen belül helyezkednek el, mely elnevezés a Bohr-modell túllépése után is megmaradt.

## Az atom felépítése (elmélet)
Az atomok atommagból és a körülöttük elhelyezkedő elektronburokból állnak, e két alkotóelem közötti elektrosztatikus vonzás pedig az atomok stabilitásáért felelős. Az atommag nukleonokból épül fel, mely elnevezés a magot alkotó protonokat és neutronokat takarja. Az elektronburok egy atom elektronhéjainak összességét jelenti, ezen elektronhéjakon találhatók az atom elektronjai. Minden elektronburok az elektronhéjak, alhéjak és atompályák rendszere alapján épül fel, melyeket a kvantumszámokkal lehet jellemezni.
Az elektronhéj a közel azonos energiájú elektronok alkotta héjat jelenti. Az elektronok számától függően egy adott atomnak több elektronhéja is lehet, melynek pontos számát a periódusos rendszer periódusai is megadják (pl. a jód az 5. periódusban helyezkedik el, tehát 5 elektronhéjjal rendelkezik). Az elektronhéjak jelölése a főkvantumszámmal, vagy a számnak megfelelő betűkkel történik a növekvő energiának megfelelő sorrendben: 1 (K), 2 (L), 3 (M), 4 (N), 5 (O), 6 (P), 7 (Q). Az elektronhéjak további szervezettségi egységekre, alhéjakra bonthatók.
Az alhéj az azonos nagyságú és alakú atompályák összességét jelenti egy adott elektronhéjon belül. Ahogy az elektronhéjaknak is lehet több alhéjuk, úgy az alhéjak is rendelkezhetnek több atompályával. Az alhéjak jelölése a mellékkvantumszámmal, vagy a számnak megfelelő betűkkel történik a növekvő energiának megfelelő sorrendben: 0 (s), 1 (p), 2 (d), 3 (f). Az alhéjak is további szervezettségi egységekre, atompályákra bonthatók.
Az atompálya az a térrész, amelyen az elektron vagy elektronpár megtalálási valószínűsége 90%. Minden atompályán legfeljebb két elektron tartózkodhat. Az atompályák energiaszintje határozza meg az elektronhéjak feltöltődési sorrendjét. Az atompályák jelölése a mágneses kvantumszámmal történik.
A csomósík az a sík, amely szeli az atommagot, és amelyen az elektron megtalálási valószínűsége 0%. Egy atompályának több csomósíkja is lehet.

## Az atom felépítése (gyakorlat)
Három elv alapján épül fel egy atom:
- A Pauli-elv kimondja, hogy egy atomban nem lehet két olyan elektron, amelynek mind a négy kvantumszáma megegyezik.
- A Hund-szabály szerint az alhéjakon úgy helyezkednek el az elektronok, hogy közülük minél több párosítatlan legyen. Ez a szabályszerűség az elektronok azonos töltéséből adódik. Mivel az azonos töltésű részecskék taszítják egymást, az elektronok megpróbálják minimalizálni ezt a taszító hatást, és minél távolabb elhelyezkedni egymástól. Ez pedig úgy érhető el a legkönnyebben, ha üres atompályát töltenek be, amin nem kell osztozniuk másik elektronnal.
- Az aufbau-elv kimondja, hogy az elektronok a lehető legalacsonyabb energiájú szabad helyet foglalják el az atomban. Ennek értelmében az elektronok mindig a lehető legkisebb energiaszintű alhéjat próbálják meg feltölteni először. Előfordul, hogy ezt a jelenséget az energiaminimum elvével magyarázzák, bár az egy sokkal tágabb értelmezést lehetővé tevő szabály, míg az aufbau-elv szigorúan az atompályák elektronokkal való feltöltődését határozza meg.

Az atompályákon elhelyezkedő elektronok energiáját kétféle mennyiség adja meg: a helyzeti energia és a mozgási energia.
- A helyzeti energiát az atommagtól való távolság határozza meg. Minél messzebb van az elektron az atommagtól, annál nagyobb a helyzeti energiája.
- A mozgási energiát többek közt az atompálya csomósíkjainak száma határozza meg. Minél több a csomósík, annál nagyobb a mozgási energia.

Az atomok elektronszerkezetét az alhéjakból állapítjuk meg és jellemezzük. Az alhéjak energiaszintjét az n+l egyenlettel kapjuk meg, ahol az n a héj sorszáma, az l pedig a csomósíkok száma. A csomósíkok száma pedig n−1.
A két képletet egyesítve kapjuk meg a következőt: n+(n−1).
Így kapjuk meg az egyre növekvő energiaszintű pályákat a következő sorrendben (legkisebb energiaszinttől a legnagyobbig):
1s 2s 2p 3s 3p 4s 3d 4p 5s 4d 5p 6s 4f 5d 6p 7s 5f 6d 7p

## Kvantumszámok

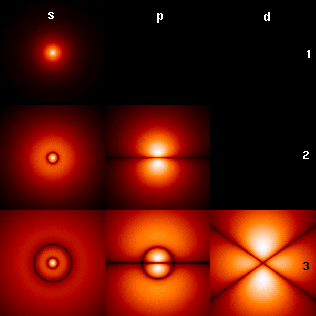
A hidrogénatom elektronjának a tartózkodási valószínűsége a különböző állapotokban

Egy elektron állapotát egy atomban, illetve egy atompálya tulajdonságait kvantumszámokkal jellemezhetjük. A kvantumszámok:
- Főkvantumszám: Az elektronnak az atommagtól való átlagos távolságát jellemzi. Minél nagyobb a főkvantumszám értéke, az elektron mozgása annál nagyobb térrészre terjed ki. Jele n. Értéke lehet 1, 2, 3… Az azonos főkvantumszámú atompályák héjakat alkotnak. A héjakat nagybetűkkel jelöljük. Az 1-es főkvantumszámú pályák alkotják a K, a 2-es főkvantumszámúak az L, a 3-as főkvantumszámúak az M, a 4-es főkvantumszámúak az N, az 5-ös főkvantumszámúak az O héjat. Az egyes héjakon {\displaystyle 2n^{2}} elektron tartózkodhat.

- Mellékkvantumszám: Az elektron mag körüli mozgásából származó impulzusmomentumát, illetve az atompálya térbeli alakját jellemzi. Az adott pályán található elektron energiája a pálya alakjától is függ. Jele: l. Értéke 0, 1, 2, … n-1 lehet (n a főkvantumszám). A mellékkvantumszámok helyett gyakran azok betűjeleit használjuk: 0 – s (sharp) pálya, 1 – p (principle) pálya, 2 – d (diffuse) pálya, 3 – f (fundamental) pálya. Egy héjon belül az azonos mellékkvantumszámú pályák alhéjakat alkotnak.

- Mágneses kvantumszám: Az elektron mag körüli mozgása miatt mágneses nyomaték is keletkezik. A mágneses kvantumszám az elektron pályamozgásából adódó mágneses momentumot jellemzi. Az adott alakú (adott mellékkvantumszámú) atompálya térbeli irányát is megadja. Jele: m. Értéke egy egész szám −l-től +l-ig. Ha a mellékkvantumszám 0, a pálya térbeli állása csak egyféle lehet, a pálya gömbszimmetrikus. Ekkor a mágneses kvantumszám mindig 0. Ha a mellékkvantumszám 1, a mágneses kvantumszám 1, 0 vagy −1 lehet, tehát egy p-pálya háromféleképpen helyezkedhet el a térben, háromféle p-pálya lehetséges. Továbbá d-pályából ötféle (m = 2, 1, 0, −1, −2), f-pályából hétféle (m = 3, 2, 1, 0, −1, −2, −3) létezik.

- Spinkvantumszám: Az elektronoknak a pályamozgásukon kívül is van egy saját impulzusmomentumuk, amelynek elnevezése a spin. Az elektron úgy viselkedik, mint egy elemi mágnes, amely a külső mágneses térben csak kétféleképpen állhat be: az erővonalakkal ellentétes vagy megegyező irányban. Jele ms. Értéke −½ vagy +½ lehet.

A kvantumszámokkal való jelölés többféleképpen is történhet. Például a "3p" jelölés a 3. elektronhéj p-alhéját jelenti. A "4f–2" jelölés pedig a 4. elektronhéj f-alhéjának –2 mágneses kvantumszámmal rendelkező atompályáját jelenti.

### A kvantumszámok táblázata
| elektronhéj | fő k.sz. | mellék k.sz. | mágneses kvantumszám | spinkvantumszám                                                                        | alhéj             | atom- pályák | elektronok száma |
| ----------- | -------- | ------------ | --- | -------------------------------------------------------------------------------------- | ----------------- | ------------ | ---------------- |
| K           | 1        | 0            | 0 | −1/2, +1/2                                                                             | 1s                | 1            | 2                |
| L           | 2        | 0 1          | 0 −1, 0, +1 | −1/2, +1/2 −1/2,+1/2                                                                   | 2s 2p             | 1 3          | 2 6              |
| M           | 3        | 0 1 2        | 0 −1, 0, +1 −2, −1, 0, +1, +2 | −1/2, +1/2 3 (−1/2, +1/2) 5 (−1/2, +1/2)                                               | 3s 3p 3d          | 1 3 5        | 2 6 10           |
| N           | 4        | 0 1 2 3      | 0 −1, 0, +1 −2, −1, 0, +1, +2 −3, −2, −1, 0, +1, +2, +3                                                                             | −1/2, +1/2 3 (−1/2, +1/2) 5 (−1/2, +1/2) 7 (−1/2, +1/2)                                | 4s 4p 4d 4f       | 1 3 5 7      | 2 6 10 14        |
| O           | 5        | 0 1 2 3 4    | 0 −1, 0, +1 −2, −1, 0, +1, +2 −3, −2, −1, 0, +1, +2, +3 −4, −3, −2, −1, 0, +1, +2, +3, +4                                           | −1/2, +1/2 3 (−1/2, +1/2) 5 (−1/2, +1/2) 7 (−1/2, +1/2) 9 (−1/2, +1/2)                 | 5s 5p 5d 5f 5g    | 1 3 5 7 9    | 2 6 10 14 18     |
| P           | 6        | 0 1 2 3 4 5  | 0 −1, 0, +1 −2, −1, 0, +1, +2 −3, −2, −1, 0, +1, +2, +3 −4, −3, −2, −1, 0, +1, +2, +3, +4 −5, −4, −3, −2, −1, 0, +1, +2, +3, +4, +5 | −1/2, +1/2 3 (−1/2, +1/2) 5 (−1/2, +1/2) 7 (−1/2, +1/2) 9 (−1/2, +1/2) 11 (−1/2, +1/2) | 6s 6p 6d 6f 6g 6h | 1 3 5 7 9 11 | 2 6 10 14 18 22  |